# Sucha Bałka (hromada Mostowe)
Sucha Bałka (ukr. Суха Балка) – wieś na Ukrainie, w obwodzie mikołajowskim, w rejonie wozniesieńskim, w hromadzie Mostowe. W 2001 liczyła 752 mieszkańców, spośród których 709 wskazało jako ojczysty język ukraiński, 19 rosyjski, 6 mołdawski, 2 białoruski, 3 ormiański, 1 gagauski, a 12 inny.